# Attentato di Berlino del 19 dicembre 2016
L'attentato di Berlino è stato un attacco terroristico avvenuto il 19 dicembre 2016, che ha provocato 13 morti e 56 feriti tra i frequentatori di un mercatino di Natale di Berlino.
Un autoarticolato con targa polacca, proveniente dall'Italia, ha investito la folla di visitatori del mercatino di Natale di Breitscheidplatz, nelle vicinanze della Kaiser-Wilhelm-Gedächtniskirche, nel quartiere berlinese di Charlottenburg.
Nella notte del 23 dicembre 2016, Anis Amri, sospetto attentatore, è stato ucciso in Italia a Sesto San Giovanni (Milano) durante un controllo di polizia all'esterno della locale stazione ferroviaria.
La responsabilità dell'attentato è stata rivendicata dal cosiddetto Stato Islamico, con un video di propaganda diffuso attraverso l'agenzia di stampa Amaq.

## Dinamica

### Dirottamento del camion
Il veicolo coinvolto, un autoarticolato Scania R 450 di colore nero, con targa polacca e di proprietà della società di autotrasporto Usługi Transportowe Ariel Żurawski di Sobiemyśl, stava trasportando sbarre metalliche ritirate presso lo stabilimento torinese della Alessio tubi e diretto alla Thyssenkrupp  di Berlino.
Il titolare della società di trasporto, Ariel Żurawski, ha confermato di essere rimasto in contatto fino alle 15:00-16:00 con suo cugino, Robert Łukasz Urban, che si trovava alla guida del mezzo. L'autista era giunto con un giorno di anticipo al magazzino di Berlino e avrebbe dovuto attendere tutta la notte prima di poter scaricare il camion la mattina seguente. L'ultima immagine di Urban ancora in vita è stata ripresa alle ore 14:00 in un negozio di kebab vicino al magazzino ThyssenKrupp di Berlino.
In base alle analisi del GPS di bordo e alle irregolarità riscontrate sull'accensione e spegnimento del motore, si sospetta che il camion sia stato dirottato dopo le 16:00. Dopo l'attentato, è stato rinvenuto nell'abitacolo del camion il corpo senza vita dell'autista polacco, ucciso da un colpo d'arma da fuoco di piccolo calibro, probabilmente dall'autore dell'attentato.

### La strage

Mappa dell'attentato

Alle ore 20:02 il camion rubato proveniente da Hardenbergstraße è entrato nel mercatino di Natale allestito a Breitscheidplatz a Charlottenburg, travolgendo bancarelle e clienti per circa 50 metri, per poi deviare e fermarsi su Budapester Straße, nei pressi della Chiesa della memoria. Prima di entrare nel mercatino, il camion era già transitato per Breitscheidplatz una volta.
Dopo l'impatto, diversi testimoni hanno visto il conducente lasciare il camion e fuggire verso Tiergarten, inseguito da un testimone.
Łukasz Urban è stato trovato morto sul sedile del passeggero dell'abitacolo del camion: era stato accoltellato e colpito da uno sparo alla testa con un'arma da fuoco di piccolo calibro. Gli investigatori ritengono che Urban fosse ancora vivo quando il camion ha raggiunto Breitscheidplatz e che sia stato accoltellato nel tentativo di fermare l'attacco, afferrando il volante e costringendo il camion a virare a sinistra e a schiantarsi, salvando in tal modo altre vite. L'arma da fuoco non è stata rinvenuta sul luogo del delitto.

## Vittime
| Nazionalità     | Morti | Feriti      | Fonte                |
| --------------- | ----- | ----------- | -------------------- |
| Germania        | 7     | 42          | [ 22 ]               |
| Italia          | 1     | 3           | [ 23 ] [ 24 ] [ 25 ] |
| Israele         | 1     | 1           | [ 24 ] [ 26 ]        |
| Polonia         | 1     | 0           | [ 27 ]               |
| Repubblica Ceca | 1     | 0           | [ 24 ] [ 28 ]        |
| Ucraina         | 1     | 0           | [ 29 ] [ 30 ]        |
| Spagna          | 0     | 2           | [ 31 ]               |
| Regno Unito     | 0     | 2           | [ 32 ]               |
| Stati Uniti     | 0     | 2           | [ 33 ]               |
| Finlandia       | 0     | 1           | [ 34 ]               |
| Ungheria        | 0     | 1           | [ 35 ]               |
| Francia         | 0     | 1           | [ 36 ]               |
| Libano          | 0     | 1           | [ 37 ]               |
| Sconosciuti     | 0     | sconosciuti | [ 38 ]               |
| Totale          | 12    | 56          | [ 39 ]               |

## Indagini
La polizia e il pubblico ministero ipotizzarono sin da subito che l'incidente fosse un attacco terroristico. Anche l'allora cancelliera tedesca, Angela Merkel, ne ipotizzò la matrice terroristica, così come il ministro degli interni, Thomas de Maizière.
Subito dopo l'incidente, la polizia tedesca arrestò una persona sospetta vicino alla Colonna della Vittoria: si trattava di un richiedente asilo di 23 anni proveniente da Turbat (Pakistan). Tuttavia, dopo l'analisi del suo telefono cellulare e l'esito negativo dell'ispezione (non furono rinvenuti sul suo corpo né tracce di sangue né residui di sparo con il guanto di paraffina), il giovane venne rilasciato il giorno successivo.
Il 21 dicembre la polizia annunciò il ritrovamento, sotto il sedile del conducente del camion, di alcuni documenti appartenenti ad Anis Amri: pertanto, fu immediatamente emesso un mandato di cattura europeo, con l'offerta di una taglia di 100 000 euro a chiunque fornisse informazioni che portassero all'arresto del tunisino; venne, inoltre, rintracciata la sua famiglia in Tunisia.
Intorno alle tre del mattino del 23 dicembre, Amri, appena giunto in Italia con un treno da Chambéry (Francia) - via Torino - alla stazione di Sesto San Giovanni, fu intercettato da una pattuglia della Polizia di Stato presso piazza Primo Maggio a seguito di un controllo di routine. Non appena i poliziotti gli richiesero i documenti, il tunisino estrasse dallo zaino una pistola calibro 22 (in seguito, ritenuta la stessa arma usata a Berlino), sparando alla spalla di uno degli agenti. L'altro poliziotto inseguì Amri e sparò due colpi nella sua direzione: uno solo lo raggiunse, al costato. Nonostante l'intervento dei sanitari, l'attentatore spirò steso sull'asfalto. Dalle impronte digitali e dai tratti somatici, il giovane fu successivamente identificato senza ombra di dubbio in Anis Amri.
Si scoprì poi che Amri, poco prima dell'una di notte, era passato davanti alla stazione di Milano Centrale per recarsi in piazza Argentina; da lì, dopo aver chiesto informazioni a un giovane salvadoregno su come raggiungere Roma e Napoli, aveva preso l'autobus notturno sostitutivo della Linea M1 della metropolitana milanese, diretto a Sesto San Giovanni. Dalla Centrale di Milano era uscito, essendovi giunto, sempre in nottata, in treno da Torino, a sua volta raggiunta in treno in serata da Bardonecchia.
Si stima che nel suo percorso totale Amri abbia usato almeno quattordici nomi falsi e tre diverse nazionalità.

## L'attentatore Anis Amri
L'attentatore Anis Amri apparteneva alla rete salafita chiamata "La vera religione" cresciuta intorno a Abu Walaa, un noto reclutatore dell'ISIS in Germania recentemente arrestato.
In Tunisia, Amri è stato già condannato in contumacia a cinque anni di carcere per furto aggravato con violenza ed era stato arrestato più volte per uso e possesso di droga. Secondo la sua famiglia, Amri era un alcolizzato, tossicodipendente e non religioso, ma era stato radicalizzato nelle carceri italiane. Arrivato in Germania nel luglio 2015, il successivo aprile 2016 ha presentato domanda di asilo. Durante il soggiorno in Germania, ha poi utilizzato almeno sei alias diversi, dichiarando di essere cittadino siriano, egiziano e libanese. La polizia tedesca ha riferito che Amri aveva cercato di reclutare dei partecipanti per un attacco terroristico a partire dalla primavera 2016 e aveva tentato di acquistare una pistola da un agente di polizia sotto copertura. Interrogato dai servizi di sicurezza tedeschi, che avevano intercettato un suo proposito di attacco suicida, ma le autorità tedesche decisero di non arrestarlo, considerandolo semplicemente uno sbandato. Coinvolto in una rissa in un bar e nello spaccio di droga, in seguito è stato coinvolto in una rapina con un coltello nel mese di luglio 2016, ma poi è scomparso prima che la polizia lo interrogasse.
Amri nel febbraio 2011 all'età di 18 anni si trasferisce in Italia, passando per Lampedusa, in piena Primavera araba. Mentendo, dichiara di essere nato nel 1994, quindi di essere minorenne, e viene mandato a Belpasso (Catania), in un centro d'accoglienza per minori, in attesa della valutazione della sua richiesta di diritto di asilo; qui si segnala per numerose azioni di protesta lamentando scarsa qualità di cibo e lungaggini burocratiche. La notte del 22 ottobre, assieme ad altri quattro tunisini minaccia e aggredisce il custode del centro e incendia dei materassi. Amri viene arrestato, e successivamente condannato a Catania a una pena di 4 anni di carcere per minacce aggravate, lesioni personali e incendio doloso; il tunisino sconta la pena inizialmente all'"Istituto Penale per I Minorenni Bicocca" di Catania, mentre dal 2012, anno in cui per le autorità italiane diviene maggiorenne, in quanto segnalatosi come detenuto violento viene spostato per varie carceri siciliane; come ultima tappa, il 10 gennaio 2015 giunge al carcere dell'Ucciardone di Palermo. Esce in anticipo il 18 maggio con un provvedimento di espulsione, che si rivela impossibile da attuare per una mancata risposta della Tunisia.
A fine giugno Amri si sposta da clandestino in Germania, e staziona in Renania Settentrionale-Vestfalia; a febbraio 2016 si stabilisce nella capitale Berlino, che già frequentava spesso, e si mantiene spacciando droga. Viene presto sorvegliato dalle autorità per sospetta pericolosità e arrestato per due giorni causa possesso di falsi documenti italiani, senza però che sussistano le condizioni per un suo rimpatrio. In questo periodo conosce Ahmad Abdulaziz Abdullah Abdullah, un affiliato allo Stato Islamico noto come Abu Walaa, il quale lo spinge a convertirsi all'Islam radicale.
Il tardo pomeriggio di lunedì 19 dicembre 2016, tra le 16.30 e le 17.30, Amri ruba un tir polacco proveniente dal Piemonte, accoltellando il camionista Lukasz Urban e sparandogli un colpo di pistola alla testa.
Attorno alle 20.15, Amri alla guida del tir giunge a un affollato mercatino di Natale allestito nella Breitscheidplatz.
Compiuto l'attentato, nel caos generale Amri riesce a dileguarsi.
Il mattino dopo l'attentato (martedì 20 dicembre) Anis Amri, sempre a Berlino, gira il suo videotestamento, riprendendo se stesso per 2 minuti e 40 secondi sul ponte pedonale Kieler, a pochi chilometri da Breitscheidplatz; nel video, Amri afferma di essere ancora vivo, dichiara obbedienza totale al califfo "comandante dei credenti" Abu Bakr al-Baghdadi ed esplica il suo totale impegno nel combattere per l'affermazione di uno Stato Islamico universale; il mondo conoscerà questo video soltanto dopo la morte di Amri, in quanto verrà postato sui canali Telegram dell’Isis nella giornata del 23 dicembre.